# Matelea microphylla
Matelea microphylla är en oleanderväxtart som beskrevs av G. Morillo. Matelea microphylla ingår i släktet Matelea och familjen oleanderväxter. Inga underarter finns listade i Catalogue of Life.